# Équipe de Russie de football au Championnat d'Europe 2016
Cet article relate le parcours de l'équipe de Russie de football lors du Championnat d'Europe de football 2016 organisé en France du 10 juin au 10 juillet 2016.

## Contexte
Victorieuse lors de l'édition inaugurale en 1960 et finaliste en 1964, 1972 et 1988 sous les couleurs de l'Union soviétique, la Russie éprouve toutes les peines du monde à briller de la même manière en tant que nouvelle Russie indépendante, ne parvenant à dépasser les phases de poules qu'une unique fois lors d'une épopée mémorable en 2008. L'échec russe, jugé improbable, quatre ans plus tôt lors de l'Euro 2012 reste dans les esprits.
En 2010, la Russie a vu la FIFA lui remettre l'organisation de la Coupe du monde 2018. Depuis, la fédération russe a mis en place une politique de préparation. Si les clubs russes sont compétitifs sur la scène européenne et les infrastructures progressent de même que la formation des jeunes, aidée par l'éclosion de l'académie du FK Krasnodar et les succès récents des équipes des moins de 17 ans (vainqueur de l'Euro 2013 et demi-finaliste de l'Euro 2015) et 19 ans (finaliste de l'Euro 2015), la sélection A est en panne de résultats.
Après un Euro 2012 raté où la Sbornaïa, malgré un match brillant contre la République tchèque, a échoué dès le premier tour face à la Pologne et la modeste Grèce, les Russes se sont qualifiés pour la Coupe du monde 2014 où ils ont encore échoué à se qualifier face à une Corée du Sud en crise (1-1), une Belgique loin d'être flamboyante (0-1) et l'Algérie (1-1).

## Qualifications
La Russie termine deuxième du groupe G derrière l'Autriche.
| Rang | Équipe        | Pts | J  | G | N | P | Bp | Bc | Diff |  | Résultats (▼ dom., ► ext.) |     |     |     |     |     |     |
| ---- | ------------- | --- | -- | - | - | - | -- | -- | ---- |  | -------------------------- | --- | --- | --- | --- | --- | --- |
| 1    | Autriche      | 28  | 10 | 9 | 1 | 0 | 22 | 5  | +17  |  | Autriche                   |     | 1-0 | 1-1 | 1-0 | 3-0 | 1-0 |
| 2    | Russie        | 20  | 10 | 6 | 2 | 2 | 21 | 5  | +16  |  | Russie                     | 0-1 |     | 1-0 | 2-0 | 4-0 | 1-1 |
| 3    | Suède         | 18  | 10 | 5 | 3 | 2 | 15 | 9  | +6   |  | Suède                      | 1-4 | 1-1 |     | 3-1 | 2-0 | 2-0 |
| 4    | Monténégro    | 11  | 10 | 3 | 2 | 5 | 10 | 13 | -3   |  | Monténégro                 | 2-3 | 0-3 | 1-1 |     | 2-0 | 2-0 |
| 5    | Liechtenstein | 5   | 10 | 1 | 2 | 7 | 2  | 26 | -24  |  | Liechtenstein              | 0-5 | 0-7 | 0-2 | 0-0 |     | 1-1 |
| 6    | Moldavie      | 2   | 10 | 0 | 2 | 8 | 4  | 16 | -12  |  | Moldavie                   | 1-2 | 1-2 | 0-2 | 0-2 | 0-1 |     |

## Phase finale

### Premier tour - groupe B
La Russie se trouve dans le groupe B avec l'Angleterre, le pays de Galles et la Slovaquie.
| Rang | Équipe         | Pts | J | G | N | P | Bp | Bc | Diff |
| ---- | -------------- | --- | - | - | - | - | -- | -- | ---- |
| 1    | Pays de Galles | 6   | 3 | 2 | 0 | 1 | 6  | 3  | +3   |
| 2    | Angleterre     | 5   | 3 | 1 | 2 | 0 | 3  | 2  | +1   |
| 3    | Slovaquie      | 4   | 3 | 1 | 0 | 1 | 3  | 3  | 0    |
| 4    | Russie         | 1   | 3 | 0 | 1 | 1 | 2  | 6  | -4   |

     Équipes directement qualifiées ;      Équipe qualifiée en tant que meilleure 3e ; Pts : points ; J : matchs joués ; G : matchs gagnés ; N : matchs nuls ; P : matchs perdus ;

Bp : buts pour ; Bc : buts contre ; Diff : différence de buts.
| Match 4                                              | Angleterre | 1 - 1   | Russie               | Stade Vélodrome, Marseille                      |                                                 |
| 11 juin 2016 · 21 h CEST · Historique des rencontres | Dier 73e   | (0 - 0) | 90+2e V. Bérézoutski | Spectateurs : 62 343 Arbitrage : Nicola Rizzoli | Spectateurs : 62 343 Arbitrage : Nicola Rizzoli |
| 11 juin 2016 · 21 h CEST · Historique des rencontres | Rapport    |         |                      | Spectateurs : 62 343 Arbitrage : Nicola Rizzoli | Spectateurs : 62 343 Arbitrage : Nicola Rizzoli |

| Match 13                                             | Russie                   | 1 - 2   | Slovaquie                                 | Stade Pierre-Mauroy, Villeneuve-d'Ascq         |                                                |
| 15 juin 2016 · 15 h CEST · Historique des rencontres | ( Chatov) Glouchakov 80e | (0 - 2) | 32e Weiss (Hamšík ) · 45e Hamšík (Weiss ) | Spectateurs : 38 989 Arbitrage : Damir Skomina | Spectateurs : 38 989 Arbitrage : Damir Skomina |
| 15 juin 2016 · 15 h CEST · Historique des rencontres | Rapport                  |         |                                           | Spectateurs : 38 989 Arbitrage : Damir Skomina | Spectateurs : 38 989 Arbitrage : Damir Skomina |

| Match 27                                             | Russie  | 0 - 3   | Pays de Galles                                       | Stadium, Toulouse                               |                                                 |
| 20 juin 2016 · 21 h CEST · Historique des rencontres |         | (0 - 2) | 11e Ramsey (Alen ) · 20e Taylor · 67e Bale (Ramsey ) | Spectateurs : 28 840 Arbitrage : Jonas Eriksson | Spectateurs : 28 840 Arbitrage : Jonas Eriksson |
| 20 juin 2016 · 21 h CEST · Historique des rencontres | Rapport |         |                                                      | Spectateurs : 28 840 Arbitrage : Jonas Eriksson | Spectateurs : 28 840 Arbitrage : Jonas Eriksson |